# I liga argentyńska w piłce nożnej (1895)
Mistrzem Argentyny w roku 1895 został klub Lomas Athletic Buenos Aires, a wicemistrzem – Lomas Academy Buenos Aires.
Klub Buenos Aires English High School zmienił nazwę na English High School.
Prawo do gry w lidze straciły kluby English High School i Quilmes Rovers Buenos Aires. Na ich miejsce awansował klub Belgrano AC. Liga zmniejszyła się z sześciu do pięciu klubów.

## Primera División

### Lista meczów
| Mecze |
| --- |
| English High School – Flores Athletic Buenos Aires 0:0                                                          |
| English High School – Lomas Academy Buenos Aires wynik nieznany                                                 |
| English High School – Lomas Athletic Buenos Aires wynik nieznany – punkty przyznano klubowi English High School |
| English High School – Quilmes Rovers Buenos Aires wynik nieznany                                                |
| English High School – Retiro Athletic Buenos Aires wynik nieznany                                               |
| Flores Athletic Buenos Aires – English High School wynik nieznany                                               |
| Flores Athletic Buenos Aires – Lomas Academy Buenos Aires 0:5                                                   |
| Flores Athletic Buenos Aires – Lomas Athletic Buenos Aires wynik nieznany                                       |
| Flores Athletic Buenos Aires – Quilmes Rovers Buenos Aires wynik nieznany                                       |
| Flores Athletic Buenos Aires – Retiro Athletic Buenos Aires 3:1                                                 |
| Lomas Academy Buenos Aires – English High School wynik nieznany                                                 |
| Lomas Academy Buenos Aires – Flores Athletic Buenos Aires 0:3                                                   |
| Lomas Academy Buenos Aires – Lomas Athletic Buenos Aires 2:5                                                    |
| Lomas Academy Buenos Aires – Quilmes Rovers Buenos Aires wynik nieznany                                         |
| Lomas Academy Buenos Aires – Retiro Athletic Buenos Aires 3:0                                                   |
| Lomas Athletic Buenos Aires – English High School wynik nieznany                                                |
| Lomas Athletic Buenos Aires – Flores Athletic Buenos Aires 4:2                                                  |
| Lomas Athletic Buenos Aires – Lomas Academy Buenos Aires 2:1                                                    |
| Lomas Athletic Buenos Aires – Quilmes Rovers Buenos Aires wynik nieznany                                        |
| Lomas Athletic Buenos Aires – Retiro Athletic Buenos Aires 3:1                                                  |
| Quilmes Rovers Buenos Aires – English High School wynik nieznany                                                |
| Quilmes Rovers Buenos Aires – Flores Athletic Buenos Aires 3:1                                                  |
| Quilmes Rovers Buenos Aires – Lomas Academy Buenos Aires wynik nieznany                                         |
| Quilmes Rovers Buenos Aires – Lomas Athletic Buenos Aires wynik nieznany                                        |
| Quilmes Rovers Buenos Aires – Retiro Athletic Buenos Aires 0:3                                                  |
| Retiro Athletic Buenos Aires – English High School wynik nieznany                                               |
| Retiro Athletic Buenos Aires – Flores Athletic Buenos Aires. 0:3                                                |
| Retiro Athletic Buenos Aires – Lomas Academy Buenos Aires wynik nieznany                                        |
| Retiro Athletic Buenos Aires – Lomas Athletic Buenos Aires wynik nieznany                                       |
| Retiro Athletic Buenos Aires – Quilmes Rovers Buenos Aires 0:5                                                  |

### Końcowa tabela sezonu 1895
Liczba zdobytych i straconych bramek nie jest pewna.
| Poz | Klub                         | Mecze | Zw | Rem | Por | Pkt | BrZd | BrStr |
| --- | ---------------------------- | ----- | -- | --- | --- | --- | ---- | ----- |
| 1   | Lomas Athletic Buenos Aires  | 10    | 8  | 2   | 0   | 18  | ~28  | ~7    |
| 2   | Lomas Academy Buenos Aires   | 10    | 6  | 1   | 3   | 13  | ~17  | ~11   |
| 3   | Flores Athletic Buenos Aires | 10    | 6  | 0   | 4   | 12  | ~22  | ~15   |
| 4   | Retiro Athletic Buenos Aires | 10    | 3  | 1   | 6   | 7   | ~5   | ~17   |
| 5   | English High School          | 10    | 2  | 1   | 7   | 5   | ~12  | ~15   |
| 6   | Quilmes Rovers Buenos Aires  | 10    | 2  | 1   | 7   | 5   | ~10  | ~32   |